# 冷泉為守
冷泉為守（1265年—1328年12月9日，即生於文永2年，卒於嘉曆3年11月8日），日本鎌倉時代後期和歌歌人，又稱藤原為守，法名曉月房。他是權大納言藤原為家（御子左家嫡系）庶子，其母是妾室阿佛尼，同母兄冷泉為相，異母兄二條為氏、京極為教。
他官至正五位下侍從。1295年（永仁三年）之前，曾經和另一位異母兄藤原為顯東下鎌倉，之後單身一人返回京都。40歲左右出家，在鎌倉和東國一帶居住。他擅長連歌，與北條貞時、夢窗疎石等人私交甚篤。傳說他是第一個創作狂歌的歌人，被稱為「狂歌之祖」，然而他所著的《狂歌酒百首》疑為後人偽作。